# Rogier Telderman Trio
Rogier Telderman Trio – holenderskie trio jazzowe.
Zespół powstał w 2014, a założony został przez Rogiera Teldermana, uznanego przez stowarzyszenie Dutch Jazzbookers najbardziej obiecującym artystą jazzowym 2016 roku. Pierwsza płyta wydana została w końcu 2014 i zawierała utwory z nurtu soulowego contemporary jazzu. Jazz w wydaniu tria zestawiony jest z nowoczesnymi akcentami muzyki rockowej, klasycznej oraz filmowej.
W skład tria wchodzą: Rogier Telderman – pianista, Guus Bakker – kontrabasista, Tuur Moens – perkusista.